# Pexec
pexec是用于Linux和其他类Unix操作系统的命令行实用工具，它允许用户并行的执行shell命令。指定代码可以要么在本地要么在远程主机上执行，它使用ssh与远程主机建立安全通道。类似于shell循环，在循环开始任务重复时变更一个变量，它可以将多个值传递给指定命令或脚本。pexec是自由软件实用工具，是GNU计划的一部分，它可在GPLv3条款下获得，是当前Debian稳定发行版的一部分。

## 用法
最常用的用法是替代shell循环，例如将：
```
 
for
 
x
 
in
 
v1
 
v2
 
v3
 
v4
 
;
 
do
 

     
do_something
 
$x

 
done

```

替代为如何下形式：
```
 
pexec
 
-r
 
v1
 
v2
 
v3
 
v4
 
-e
 
x
 
-o
 
-
 
-c
 
'do_something $x'

```

这里的集合有四个元素v1、v2、v3、v4，定义了（环境）变量$x可有的值。程序pexec的特征还有：
- 自动重定向标准输入、标准输出和标准错误输出来自或去到正规文件；
- 从文件而非命令行参数获得输入集合；
- 重新格式化输出和错误流的能力；
- 支持在shell循环内部的互斥排他和原子性命令执行（为了避免不希望的高I/O负荷）；
- 使用其他remote shell替代ssh；
- 使用监管（supervisor）守护程序进行在pexec的并行实例间的资源平衡。

可选特征可以使用命令行参数来获取。作为缺省，pexec尝试检测CPU数目并全部使用它们。

## 引用
1. ↑  .   [25 June 2012]. （原始内容存档于2019-05-30）.
2. ↑  .   [2019-05-30]. （原始内容存档于2019-06-01）.
3. ↑  .   [2019-05-30]. （原始内容存档于2019-02-07）.